# Los Encinitos
Los Encinitos är en ort i Mexiko.   Den ligger i kommunen Urique och delstaten Chihuahua, i den nordvästra delen av landet, 1 200 km nordväst om huvudstaden Mexico City. Los Encinitos ligger 530 meter över havet och antalet invånare är 184.
Terrängen runt Los Encinitos är huvudsakligen kuperad, men österut är den bergig. Runt Los Encinitos är det mycket glesbefolkat, med 7 invånare per kvadratkilometer. Närmaste större samhälle är Nuevo Techobampo, 16,7 km sydväst om Los Encinitos. I omgivningarna runt Los Encinitos växer huvudsakligen savannskog.